# Pomoravlje (district)
Pour les articles homonymes, voir Pomoravlje.
Le district de Pomoravlje (en serbe cyrillique Поморавски округ ; en serbe latin : Pomoravski okrug) est une subdivision administrative de la république de Serbie. Au recensement de 2011, il comptait 212 839 habitants. Le centre administratif du district de Pomoravlje est la ville de Jagodina.
Le district est situé au centre-est de la Serbie.

## Villes et municipalités du district de Pomoravlje
| Nom        | Superficie (en km²) | Population 2002 | Population 2011 | Statut       |
| ---------- | ------------------- | --------------- | --------------- | ------------ |
| Despotovac | 623                 | 25 611          | 22 995          | Municipalité |
| Jagodina   | 470                 | 70 894          | 71 195          | Ville        |
| Paraćin    | 542                 | 58 301          | 54 267          | Municipalité |
| Rekovac    | 366                 | 13 551          | 10 971          | Municipalité |
| Svilajnac  | 326                 | 25 511          | 23 391          | Municipalité |
| Ćuprija    | 287                 | 33 567          | 30 020          | Municipalité |
| Total      | 2 614               | 227 435         | 212 839         |              |